# Motta Baluffi
Motta Baluffi es una localidad y comune italiana de la provincia de Cremona, región de Lombardía, con 968 habitantes.

## Evolución demográfica
| Gráfica de evolución demográfica de Motta Baluffi entre 1861 y 2001 |
|                                                                     |
| Fuente ISTAT - elaboración gráfica de Wikipedia                     |